# 齋藤彩夏
齋藤彩夏（日语：／ Saitō Ayaka，1988年6月2日—），日本的女性聲優、舞台劇演員。東京都出身。血型O型，星座是雙子座。目前隸屬於青二production。

## 人物介紹
在三歲的時候隸屬於「劇團日本兒童」劇團，在上小學之前沒有任何工作的經歷。
在小學二年級的時候（1996年）以電影版動畫《廁所裡的花子（トイレの花子さん）》首次亮相。在導演大地丙太郎試聽的時候對她的演技大吃一驚而對她印象深刻。隔年在音樂舞台劇《安妮》演出。
在小學四年級的時候，大地丙太郎與齋藤彩夏訪談並想讓她「成為專業的聲優，之後也可以繼續待在舞台上」。之後一邊以演員的身分演出舞台劇，一邊以聲優的身份在各式各樣的動畫中演出。但因為聲音的本質像小孩子，而主要是以小孩子的角色為主。
與坂本真綾共同演出《櫻蘭高校男公關部》中的埴之塚光邦而大受歡迎，並且稱呼坂本真綾為「姐姐」。
錯誤記載為或的作品非常多。
在《魔法使 光之美少女！》開播以來，每年當裡面的朝日奈未來／奇蹟天使的生日（6月12日）來臨時都會為前者慶祝生日。

## 演出作品

### 電視動畫
1996年
- 玩偶游戏（坂井真理子）

1998年
- 反斗小王子（貧乏神）
- 圣露米娜丝女学院（伊莉娜·葛诺普 （兒童時代））
- 的旁白）

1999年
- 超時空幻境（苏恩）
- 十兵衛 心形眼罩的秘密（白幡多丸乙女）

2000年
- 幻影死神（茜Phantom）
- 深藍救兵（如月萌）

2001年
- 犬夜叉（真由）※第12话
- 烏龍派出所（擬宝珠檸檬）
- 逮捕令 Second Season（本田惠）
- 魔法水果篮（草摩紅葉）

2002年
2003年
- 魁！！天兵高校（ゲロタン）

2004年
- 怪侠索罗利（人鱼公主）
- 女孩萬歲 first season（托莫卡·拉娜·朱德）
- 十兵衛2 西伯利亞柳生的逆襲（小田豪鮎之介）
- Di Gi Charat Nyo（服裝店的老伯）
- 龍王傳說（大脚祖欧）

2005年
- 女孩萬歲 second season（托莫卡·拉娜·朱德）
- 蜂蜜幸運草（長谷川惠）

2006年
- 櫻蘭高校男公關部（埴之冢光邦）
- 魔女的考驗（瓦芙兒）
- 光之美少女Splash Star（日向實）
- 蟲師（綿彥）

2007年
- 桃華月憚（尤莉卡）
- 真仙魔大战（珍カーベル）

2008年
- 噬魂师（安琪拉·雷恩）

2009年
- 寶石寵物 (第一季)（露比）
- 南家三姐妹 欢迎回家（瞳）
- 東之伊甸（葛原未來）
- 女王之刃 流浪战士（鋼鐵公主 優米爾）
  - 女王之刃 玉座继承者（钢铁公主 优米尔）

2010年
- 宝石宠物 Twinkle☆（露比）
- Battle Spirits 少年激霸彈（小太郎）

2011年
- 宝石宠物 Sunshine（露比）

2012年
- 女王之刃 叛亂（鋼鐵公主 優米爾）
- 宝石宠物 Kira☆Deco！（露比）

2013年
- 宝石宠物 Happiness（露比）
- 南家三姐妹 我回來了（瞳）

2014年
- Lady 宝石宠物（露比）

2015年
- 元氣少女緣結神◎（牡丹丸）
- 寶石寵物 魔法變身（露比）

2016年
- 莉露莉露妖精～妖精之門～（露比）
- 魔法使光之美少女！（莫夫倫）
- 烏龍派出所 THE FINAL 兩津勘吉最後的一天（檸檬）

2017年
- 側車搭檔（島津睦月）
- 莉露莉露妖精～魔法之鏡～（露比）

2018年
- 學園奶爸（狸塚拓馬、狸塚海）
- DAME×PRINCE ANIME CARAVAN（栗丸）
- 屁屁偵探（布朗）

2020年
- 成群結伴！西頓學園（風風）
- 航海王－和之國篇（千代女）
- 櫻桃小丸子（圭子）
- 蠟筆小新（阿花）

2021年
- 奇蛋物語 Wonder Egg Priority（卷毛）
- 數碼寶貝大冒險：（漢堡獸）
- 急戰5秒殊死鬥（茶圓隆聖）

2022年
- 櫻桃小丸子（節子）
- 數碼寶貝幽靈遊戲（枕頭獸、塞匹克獸）
- 這個僧侶有夠煩（寶箱怪）

2023年
- 我與機器子（金剛助、路人、紅）

2025年
- 魔法使光之美少女！！～MIRAI DAYS～（莫夫倫[3]）
- 正能量企鵝（小企鵝[4]、邪惡長尾山雀[5]）

### OVA
- 青之6號（黄美铃）
- 大魔法峠（田中纯）
- 櫻花大戰V 纽约篇（莉卡莉塔·亚历斯）
- 海豚便利屋（空）
- 寶石寵物 Twinkle☆特別篇（露比）

### 劇場版動畫
1996年
- 廁所裡的花子（花子）

2003年
- 乌龙派出所 THE MOVIE2 UFO来袭！飓风大作战！！（擬宝珠檸檬）

2004年
- 风起云涌！夕阳下的春日部男孩（椿）

2005年
- 金色的贾修 机械巴爾漢的来袭（第四代巴爾漢）

2009年
- 东之伊甸 总集篇 Air Communication（葛原未来）
- 东之伊甸 剧场版 I The King of Eden（葛原未来）
- 光之美少女 All Stars DX 大家都是朋友☆奇蹟的全員大集合！（日向实）

2010年
- 昆虫物语～勇气的MELODY～（ハッチ）
- 东之伊甸 剧场版 II Paradise Lost（葛原未来）
- 光之美少女 All Stars DX2 希望之光☆守护彩虹宝石！（日向实）

2012年
- 寶石寵物電影 甜品舞公主（露比）

2016年
- 光之美少女 All Stars 大家歌唱吧♪奇蹟的魔法！（莫夫倫）
- 魔法使 光之美少女！奇跡的變身！莫夫倫天使！（莫夫倫／莫夫倫天使）

2017年
- 光之美少女 Dream Stars!（莫夫伦）

2018年
- 光之美少女 Super Stars!（莫夫伦）

2019年
- 屁屁偵探：咖哩香料事件（布朗）

2020年
- 屁屁偵探：瓢蟲遺蹟之謎（布朗）

2021年
- 蠟筆小新：謎案！天下春日部學院的怪奇事件（露露）
- 屁屁偵探：舒芙蕾島的秘密（布朗）

2022年
- 屁屁偵探電影：天才惡人屁屁亞蒂（布朗）
- 屁屁偵探電影：夢想的巨無霸地瓜派園遊會（布朗）

2023年
- 愛麗絲與特蕾絲的虛幻工廠（園部裕子[6]）

2024年
- 屁屁偵探電影：再見親愛的夥伴（屁屁）啊（布朗）
- 屁屁偵探電影：萬事OK俱樂部 VS 怪盜U（布朗）
- 美妙寵物 光之美少女 THE MOVIE！心動♡遊戲世界大冒險！（莫夫倫[7]）

2025年
- 屁屁偵探電影：星與月（布朗[8]）

### 網路動畫
- 笑園漫畫大王 Web動畫版（美濱千代）

### 遊戲
年份不明
- 樱兰高校男公关部DS（埴之冢光邦）
- 恶魔新娘（帷乃亚、汉涅）

2000年
- （塞吉）

2002年
- 机甲兵团 J-PHOENIX Cobalt小队篇（琳娜·泉）
- 心跳回忆 Girl's Side（年幼时的叶月珪）

2005年
- 女孩万岁 Romance15's（托莫卡·拉娜·朱德）
- 樱花大战V ～再见吾爱～（莉卡莉塔·亚历斯）

2006年
- あそびにいくヨ!～ちきゅうぴんちのこんやくせんげん～（安东妮娅）
- （日向实）

2007年
- 樱兰高校男公关部（埴之冢光邦）
- （玛丽索）

2008年
- （椿）
- 樱花大战～因为有你～（莉卡莉塔·亚历斯）

2009年
- （帕奇卡）
- 女王之刃 螺旋混沌（优米尔）
- （露比）

2010年
- 魔塔大陆3 终结世界的少女诗歌（泰波）

2018年
- 星之卡比 新星同盟（頭巾瓦豆魯迪）

### 舞台
- 安妮（ケイト）
- アルゴミュージカル フラワー（さと、デビ）
- トラップ一家物語（マルティナ）
- 新ピーターパン（迷子ティアズ）
- 緞帶騎士 ～少女薔薇の英雄伝記～（チンク）
- 舞台版 烏龍派出所（擬宝珠檸檬）
- 櫻花大戰系列 歌う大紐育（リカリッタ・アリエス）
- 帰ってきた! ハクション大魔王（アクビ）

### 廣播
- 大地ラヂオ（ラジオ大阪・ラジオ日本）

### CD
- げんきげんきノンタン 主題歌・挿入歌 多数（ノンタン）
- 反斗小王子 第6期エンディング「この町いつも ～貧ちゃんのうた～」（貧ちゃん）
- 龍王傳說 キャラクターソングシリーズ3「おやすみメグ」（ズオウ）
- 櫻花大戰系列V 主題歌・劇中歌 多数（紐育華撃団星組、リカリッタ・アリエス）
- 櫻蘭高校男公關部 サントラ＆キャラソン集・前編「ドキドキ☆ワクワク♪」（埴之塚光邦）

### 廣播劇CD
- 玩伴貓耳娘（安东妮娅）
- 水星领航员（爱丽丝·凯洛尔）
- 樱兰高校男公关部系列（埴之冢光邦）
- 女王之刃Drama CD Vol.1 王位继承物（优米尔）
- 樱花大战V（莉卡莉塔·亚历斯）
- 桃华月惮（尤莉卡）
- 心跳回忆 Girl's Side（幼年时的叶月珪）

### 実写
- First Cast 声優編 Vol.01

## 外部連結
- 齋藤彩夏 Official Home Page （日語）
- 齋藤彩夏的網站 （页面存档备份，存于） （日語）
- Saito Ayaka 齋藤彩夏ちゃんリスト （页面存档备份，存于） （日語）